# 조영수 (군인)
조영수(1969년 ~ )는 대한민국의 군인이다. 제주특별자치도 서귀포시 강정마을 출신이다. 1986년 해군사관학교 45기로 입교하여, 1991년 졸업과 함께 해병대 소위로 임관하였다.

## 경력
- 해병대 제1사단 23대대 작전장교
- 해병대 제2사단 82대대장
- 국방부 기획조정실 기획관리관실 조직관리담당관실 근무
- 대통령비서실 외교안보수석실 행정관
- 해병대 제1사단 7연대장
- 해병대사령부 전력기획실 전투발전처장
- 해병대사령부 전력기획실 정책담당관
- 해병대사령부 전력기획실 기획처장
- 2017.12~2018.12 해병대사령부 전력기획실장
- 2018.12~2019.12 해병대 제9여단장[4]
- 2019.12~2021.05 해병대사령부 전력기획실장
- 2021.05~2022.06 합동참모본부 전비태세검열실장
- 2022.06~2023.11 해병대 제2사단장[5]
- 2023.11~2024.11 합동참모본부 전비태세검열실장
- 2025.03~ 전역
- 2025.04~ 민주M(밀리터리)포럼 이재명 후보 지지